# Glenea chalybeata
Glenea chalybeata là một loài bọ cánh cứng trong họ Cerambycidae.